# Sjan van Dijck
Adriana Francisca Johanna Maria "Sjan" van Dijck-Huybregts (Middelbeers, 4 februari 1964) is een Nederlands boogschutter. Zij nam eenmaal deel aan de Olympische Spelen, maar won bij die gelegenheid geen medailles.
Van Dijck schiet met een recurveboog. Ze deed met het nationaal vrouwenteam, met Jacqueline van Rozendaal en Christel Verstegen, mee aan de Olympische Spelen van 1992 in Barcelona. Ze werd al in de voorrondes uitgeschakeld en eindigde op de 59e plaats. Het team strandde in de achtste finale. In juni 2008 werd ze Nederlands kampioen bij het NK 25 meter.